# التقليص والتقارب

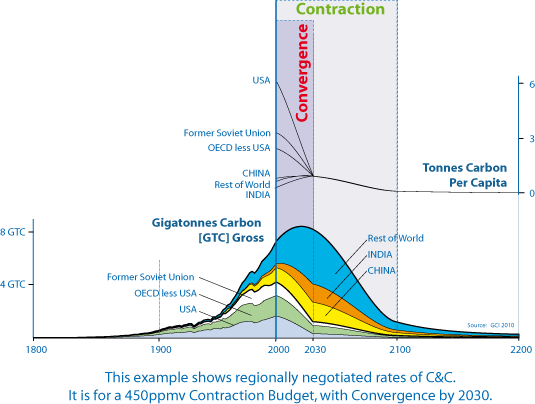

يعتبر التقليص والتقارب إطاراً عالمياً اقتُرح للحد من انبعاثات الغازات الدفيئة لمكافحة تغير المناخ، وتصوّره معهد العموم العالمي في بدايات تسعينيات القرن العشرين، وتتألف إستراتيجية التقليص والتقارب من تخفيض الانبعاثات الإجمالية للغازات الدفيئة إلى مستوى آمن (وهو التقليص)، كنتيجة لتخفيض كل دولة للانبعاثات الناتجة عن الفرد الواحد لمستوى متساوٍ بين جميع الدول (التقارب)، ويكمن الهدف من هذه الاستراتيجية في تشكيل أساس اتفاق دولي سيخفض من انبعاثات غاز ثاني أوكسيد الكربون لتجنب التغير المناخي الخطير، نظراً لأن هذا الغاز هو المسؤول الأساسي عن التغيرات في تأثير الغازات الدفيئة على الأرض، ويُعبر عن التقليص والتقارب بصيغة رياضية بسيطة يمكن استخدامها كطريقة يثبّت بها العالم مستويات الكربون عند حد معيّن، ويشدد مؤيدو التقليص والتقارب على أن المفاوضات في الاتفاقية الإطارية للأمم المتحدة بشأن تغير المناخ يحكمها بالتتابع «هدف» هذه الاتفاقية (وهو تحقيق تراكيز آمنة ومستقرة للغازات الدفيئة في الغلاف الجوي حول العالم) وتليه مبادئها التنظيمية (الحيطة والإنصاف)، ويستشهد بالتقليص والتقارب ويُدعم على نطاق واسع.

## اقتراح التقليص والتقارب
يهيكل قسم التقارب كيفية تشارك الدول أو المناطق حول العالم باستحقاقات انبعاث الكربون، فبداية ستعكس الاستحقاقات الانبعاثات الحالية، ولكنها بالخضوع لمفاوضات «معدل التقارب» ستتقارب نحو استحقاقات متساوية للفرد الواحد حول العالم، فسيعني الموعد المبكر للتقارب أن الدول التي لديها انبعاثات منخفضة لكل فرد (وتضم كقاعدةٍ الدول الأكثر فقراً) ستشهد زيادة في مستحقاتها، بينما سيهدد الموعد المتأخر للتقارب الكامل بالحد من فرص الدول الفقيرة بالتنمية.
وفور الوصول إلى التقارب، ستستمر استحقاقات جميع البلدان بالانخفاض، خاضعة للتقليص الممتثل لاتفاقية الأمم المتحدة الإطارية بشأن تغير المناخ.
ويجادل البعض بأن التركيز على الفرد الواحد يهدد بإعطاء دافع للدول بزيادة سكانها «لكسب» المزيد من الاستحقاقات، وللإجابة على ذلك، وضع معهد العموم العالمي دالّة «القاعدة السنوية للسكان» في نماذجها لمستخدميها ليختاروا ويحددوا أي موعد بين عامي 2000 و2050 لن تنتج بعده أي استحقاقات إضافية عن النمو السكاني.

## مستويات التركيز المقبولة
يمكن تكييف كل من المفهوم الأساسي للتقليص والتقارب والصيغ المحددة التي يناصرها معهد العموم العالمي لقيود معتدلة على انبعاثات الكربون من خلال تدابير أشد صرامة بالاعتماد على المستوى النهائي لتركيز الغازات الدفيئة الذي يُعتبر مقبول الخطورة، ولكن يعتقد مؤيدو التقليص والتقارب أن المستوى الآمن الذي يجب أن تُثبّت عنده تراكيز الغازات الدفيئة هو أقل بكثير مما يقترح كثيرون، وعلى وجه التحديد، يعتقدون أن الاقتراحات التي تفيد بأن تراكيز ثاني أوكسيد الكربون في الغلاف الجوي التي تبلغ 550 جزءاً حجمياً في المليون ستكون آمنة، هي خاطئة، ويناصرون توخي الحذر بثبيت تراكيز ثاني أوكسيد الكربون في الغلاف الجوي عند 350-450 جزءاً حجمياً في المليون.

## تاريخ
يعود أصل تدخّل معهد العموم العالمي لعام 1989.
وقد طُوّر النموذج الحسابي الرسمي للـ«تقليص والتقارب» على مدى ثلاث سنوات استجابةً لهدف ومبادئ اتفاقية الأمم المتحدة الإطارية بشأن تغير المناخ، وبطلب من الهيئة الحكومية الدولية المعنية بتغير المناخ بين عامي 1992 و1995، أجرى معهد العموم العالمي تحليلاً للنماذج المتنامية للتوسع والاختلاف وقدّمه، موضحاً عدم تناظر متزايداً في التنمية العالمية بين الدول المتقدمة وتلك النامية، ملاحظاً في النهاية أن الدول النامية هي التي ستلقى الضرر الأكبر من تغير المناخ، فأنشأ معهد العموم العالمي التقليص والتقارب لمواجهة الآثار المضرة للنماذج المذكورة.